# Superbabies: Baby Geniuses 2
Superbabies: Baby Geniuses 2 is een Amerikaanse familiefilm uit 2004. Het was een vervolg op de film Baby Geniuses uit 1999. Het was ook de laatste film die Bob Clark regisseerde voor zijn dood.

## Ontvangst
De film ontving erg slechte recensies en kreeg maar de helft van zijn budget terug. Hij wordt ook regelmatig tot de allerslechtste film aller tijden gerekend.
De film was genomineerd voor vier Razzies maar won er geen.

## Rolverdeling
- Jon Voight - Bill Biscane/Kane
- Scott Baio - Stan Bobbins
- Vanessa Angel - Jean Bobbins
- Skyler Shaye - Kylie
- Justin Chatwin - Zack
- Peter Wingfield - Crowe
- Shaun Sipos - Brandon
- Thomas Kretschmann - Roscoe
- Whoopi Goldberg - haarzelf